# دنی استرادا
دنی استرادا (انگلیسی: Dani Estrada؛ زادهٔ ۳ ژانویهٔ ۱۹۸۷) بازیکن فوتبال اهل اسپانیا است.
از باشگاه‌هایی که در آن بازی کرده‌است می‌توان به باشگاه فوتبال دپورتیوو آلاوس و باشگاه فوتبال رئال سوسیداد اشاره کرد.